# Лінге
Лінге (Persea lingue) — вид рослин родини лаврових. Поширений в Аргентині і Чилі. Знаходиться під загрозою через зведення лісів.